# ورزشگاه بروندبی
ورزشگاه بروندبی (به لاتین: Brøndby Stadium) یک ورزشگاه فوتبال در دانمارک است که در پرونپی، کمون دانمارک واقع شده‌است.